# Tistria
Tistria (em avéstico: 𐬙𐬌𐬱𐬙𐬭𐬌𐬌𐬀; romaniz.: Tištriia) ou Tir (em persa médio: 𐭲𐭩𐭱𐭲𐭠𐭫 / 𐭲𐭩𐭫; romaniz.: Tīr / Tištar; em persa: تیر; romaniz.: Tir) é uma divindade zoroastrista benevolente (iazata) associada à chuva que traz vida e à fertilidade.

## Nome
Tistria foi identificado na tradição avéstica com Sírio, a estrela mais brilhante visível, como confirmado por Plutarco. Deve estar relacionado ao védico Tixia (Tiṣya), que é colocado em relação direta com as três estelas do cinturão de Orion por conta do seu nome e por conta de alguns relatos da literatura védica. O cinturão é representado como uma flecha chamada iṣus trikāṇdā que foi disparada por Tixia em direção a Prajapati para puni-lo pelo pecado sexual cometido contra sua filha. Nesse contexto, Sírio foi nomeado "aquele que pertence às três estrelas": indo-europeu *tri-str-o-m (grupo de três estrelas) e então *tri-str-iḭo-s por dissimilação > indo-iraniano *ti-str-iḭa- > avéstico tištriia- e védico ti-ṣyà-, que derivaria de *ti-šr-íḭa- < *ti-str-iḭa- por uma dissimilação secundária de -t-.

## História
Tistria está associado às aguas e deu nome ao quarto mês do calendário zoroastrista e ao 13.º dia do mês. Iaste 8.6-7 e 37-38 afirma que Tistria voa pelo céu como a flecha disparada pelo arqueiro Erecxa (Ǝrəxša); essa tradição celestial tem paralelos ma Mesopotâmia (entre os sumérios e acadianos), no Antigo Egito e na China. Na tradição tardia, Tistar e o planeta Tir (Mercúrio) tornar-se-iam antagonistas, mas é possível que o deus patrono do planeta, Tiria (Tīriya), que era cultuado no oeste do Irã como o protetor dos escritas, tenha sido associado a Tistria. Essa relação é confirmada pela tradição enraizada entre os zoroastristas, que ainda perdura, de chamar por Tir Iaste o hino de Tistria. Apesar disso, com a eventual demonização dos planetas, Tir/Tiria seria tido como um demônio, correspondente a Apaoxa.
Tistria emprestaria seu nome ao deus Tir, que era cultuado no planalto Armênio, mas os deuses divergiram em seus atributos. Na tradição armênia, era o deus da linguagem escrita, da escolaridade, da retórica, da sabedoria e das artes. Agatângelo menciona-o como "escriba da aprendizagem dos sacerdotes" (dpir gitut‘ean k‘rmac‘) e "escritor (secretário) de Aramasde" (grič Ormzdi). Era o adivinho e intérprete de sonhos, que registrava as boas e más ações dos homens e guiava as almas ao submundo. Provavelmente estava conectado com Grol (literalmente "Escritor"), o anjo do destino e da morte na tradição popular armênia identificado com o arcanjo Gabriel.

## Escrituras

### Iaste
Seu hino contém dois eventos míticos. No primeiro, luta contra Apaoxa pela posse e libertação das águas contidas no oceano Vourucaxa (Vourukaṧa). Antes do combate, Tistria assumiu três avatares diferentes, que levaram 10 dias cada um: um homem de quinze anos, um touro com chifres dourados e um cavalo branco. Apaoxa, por sua vez, o confrontou na forma de um cavalo preto, glabro e horrível. As três transformações de Tistria, que correspondem aos avatares de Veretragna, devem cobrir astronomicamente o período que começa com a ascensão helíaca de Sírio em julho e dura até a primeira aparição das chuvas de meteoros entre agosto e setembro. No início, Tistria foi derrotado, pois não era suficientemente adorado. Aúra-Masda o ajudou ao incrementar seu iasna- e ele foi capaz de derrotar seu inimigo e reivindicar Vourucaxa. Suas águas foram distribuídas entre os sete carxevares (karšvars) com ajuda de Satavaesa.
O segundo mito de Tistria em seu hino fala de sua luta com as Pairicas (Pairikās), que foram lideradas pela demônia chamada Pairica Dujiairia (Pairikā Dužyāiryā), a "Bruxa do Ano Mau". Junto de Iatus (Yātus), cujo papel astrológico é incerto, foram assumidas em Iaste 8.8 como "estrelas vermes" (stārō kərəmå). Foram lançadas por Angra Mainiu com a intenção de trazer caos ao movimento das estrelas, que estavam conectadas com a queda da chuva e o retorno das águas.

### Textos pálavis
Nos textos pálavis, Tistria foi mencionado em várias passagens, sobretudo nos capítulos capítulos astronômicos e astrológicos do Criação Original, onde desempenha papel de antagonista do planeta Tir e o líder das estrelas fixas do quadrante oriental (Tištar xwarāsān spāhbed) sob comando da Estrela Polar. Seu ciclo foi resumido na Antologia de Zadesprã (3.7.17) e o Julgamentos religiosos dá uma descrição adicional de seu mito da libertação das águas e chuvas. O Šāyest nē šāyest fornece um aspecto adicional a Tistria como protetor dos viajantes. As fontes pálavis, por fim, listam vários dos seres que colaboram com ele, como o burro de três pernas (xar-ī se pāy).